# 410

410(사백십)은 409보다 크고 411보다 작은 자연수다.

## 수학
- 합성수로, 그 약수는 1, 2, 5, 10, 41, 82, 205, 410다. 진약수의 합은 346이므로, 410은 부족수다.
- 46번째 쐐기수다. 앞의 쐐기수는 406, 다음 쐐기수는 418이다.
- {\displaystyle 410=59+61+67+71+73+79}
  - 연속하는 소수(素數) 6개의 합으로 나타낼 수 있으며, 이 성질을 지닌 앞의 수는 384, 다음 수는 434다.
- {\displaystyle 410=7^{2}+19^{2}=11^{2}+17^{2}}
  - 서로 다른 두 소수(素數)의 제곱합으로 나타내는 방법이 두 가지인 수다.
  - 연속하는 두 개의 중심있는 육각수인 7과 19의 제곱합으로 나타낼 수 있으며, 이 성질을 지닌 앞의 수는 50, 다음 수는 1730이다.
  - 3번째 섹시 소수쌍(11, 17)의 제곱합이다. 이 성질을 지닌 앞의 수는 218, 다음 수는 530이다.
- {\displaystyle 3^{8}-1}은 410으로 나누어떨어진다.

## 과학·기술
- NGC 410(영어판): 물고기자리 방향에 있는 타원은하.
- HTTP 410 (Gone→사라짐): 과거에 있던 파일이 없어졌을 때 웹 서버가 보내는 HTTP 상태 코드.

## 교통

### 철도
- 수도권 전철 4호선 상계역의 역번호.
- 부산 도시철도 4호선 석대역의 역번호.

### 도로
- 고속도로 및 국도 
  - 오토루트 410호선(프랑스어판): 프랑스의 고속도로.
  - 일본 410번 국도(일본어판): 지바현 다테야마시에서 기사라즈시까지 이어지는 일본의 국도.
- 기타 도로
  - 410번 지방도: 강원특별자치도 평창군 진부면 신기리에서 강릉시 왕산면 고단리까지 이어지는 대한민국의 지방도.
  - 현도 제410호선

## 군사
- U-410(영어판): 제2차 세계 대전에 사용된 나치 독일의 군용 잠수함. 이 선박을 모티브로 한, 《벽람항로》의 캐릭터도 있다.

## 문화유산
- 대한민국의 보물 제410호: 정선 정암사 수마노탑 (해제)[a]
- 대한민국의 사적 제410호: 화순 효산리와 대신리 지석묘군

## 방송
- KT HCN의 서울경제TV 채널 번호.

## 기타
- 날짜: 4월 10일
- 연도: 410년, 기원전 410년
- 410년대
- 한국십진분류법에서 수학에 관한 책들이 분류되는 번호.